# Живково (Варминьско-Мазурское воеводство)
Живково (пол. Żywkowo, нем. Schewecken, Шевекен) — деревня и солецтво в гмине Гурово-Илавецке Бартошицкого повета Варминьско-Мазурского воеводства Польши, на границе с Калининградской областью России.
В 1975—1998 годы деревня входила в состав олштынского воеводства.
Живково является одним из наиболее известных «сёл аистов Польши». В деревне, с населением всего 30 жителей, есть 42 гнезда, в которых живет около 160 белых аистов. Только в посаде Владислава Андреева (в настоящее время ферма принадлежит Польскому обществу защиты птиц)— 24 гнезда.
После Второй мировой войны место немецких перемещённых жителей заняли украинские перемещённые из операции «Висла», и сегодня их потомки обитают в деревне.

## Фотографии

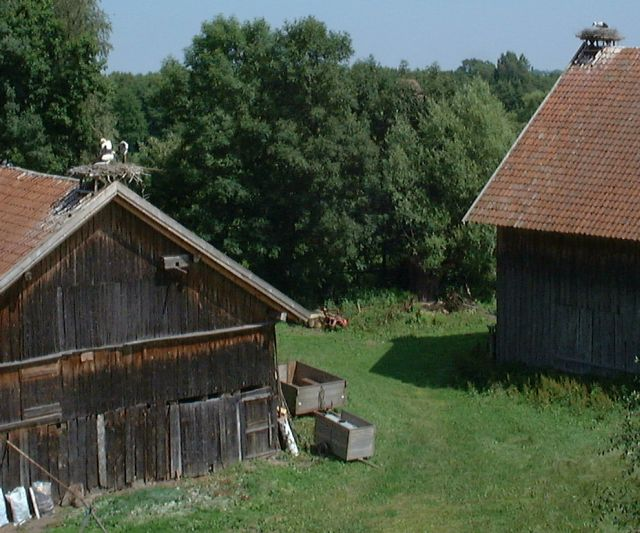
Гнёзда в деревне
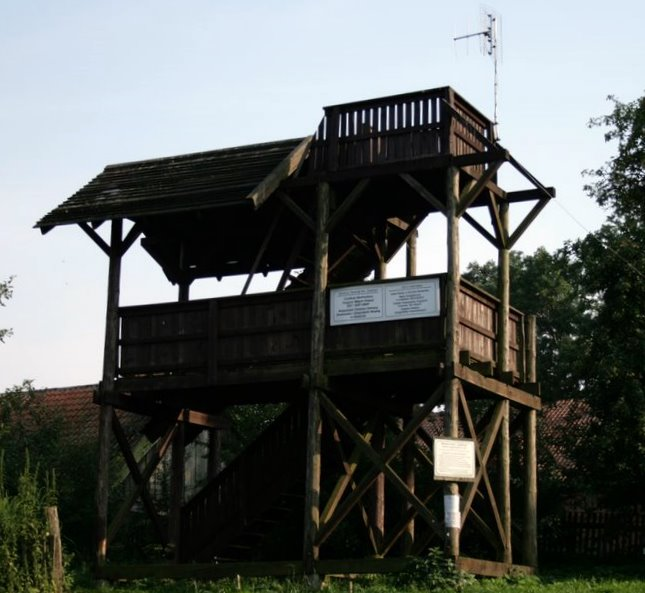
Смотровая башня на ферме Польского Общества Защиты Птиц
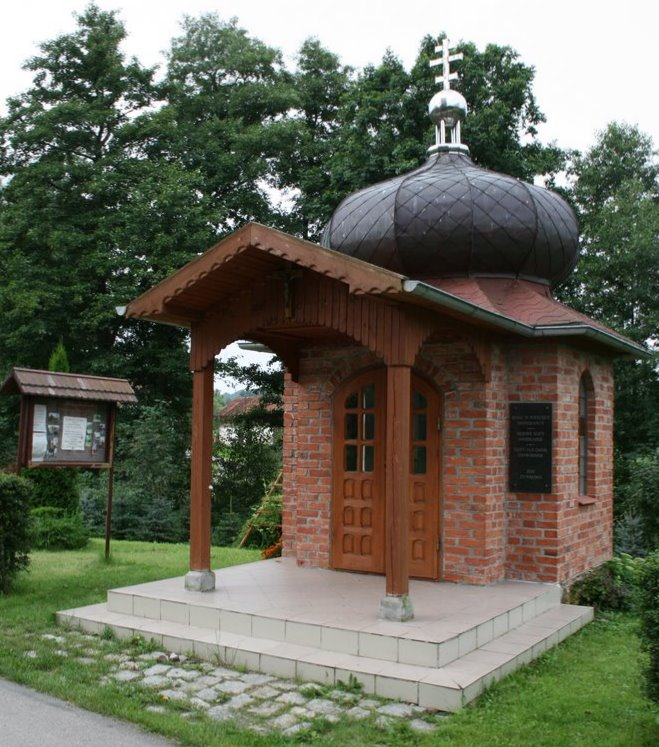
Часовня Грекокатолической церкви